# Brenda Murphy
Brenda Louise Murphy, née en 1958 ou 1959, est une enseignante et femme politique canadienne et la 32e lieutenante-gouverneure du Nouveau-Brunswick du 8 septembre 2019 au 22 janvier 2025.

## Biographie
Née en 1958 ou 1959, Brenda Louise Murphy est la première personne homosexuelle à occuper les fonctions de lieutenant-gouverneur du Nouveau-Brunswick. Elle est une militante féministe qui est également active dans la lutte contre la pauvreté. Elle dirige pendant plus de 20 ans le Saint John Women’s Empowerment Network. Elle a également trois mandats de conseillère municipale de Grand Bay-Westfield.

## Nomination contestée
Brenda Murphy est anglophone et unilingue, ce qui a motivé une requête judiciaire de la Société de l'Acadie du Nouveau-Brunswick qui souhaite que le poste soit occupé par une personne bilingue. 

## Succession
Le 15 novembre 2024, le premier ministre Justin Trudeau annonce que Louise Imbeault deviendra la prochaine lieutenante gouverneure succédant ainsi à Brenda Murphy. Elle quitte ses fonctions le 22 janvier 2025.

## Vie privée
Brenda Murphy vit à Grand Bay-Westfield avec sa conjointe Linda Boyle,.